# Acianthera duartei
Acianthera duartei là một loài phong lan.

## Hình ảnh

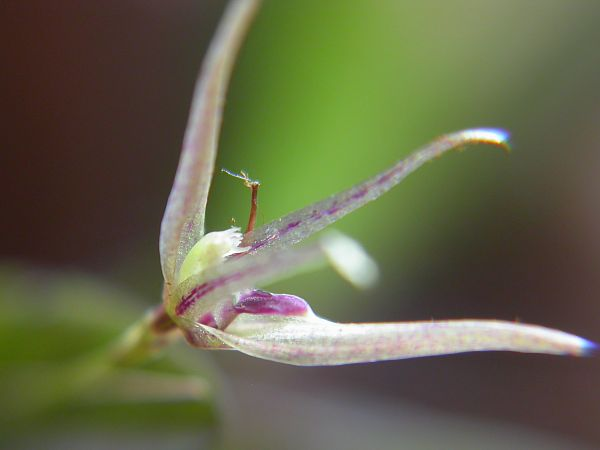
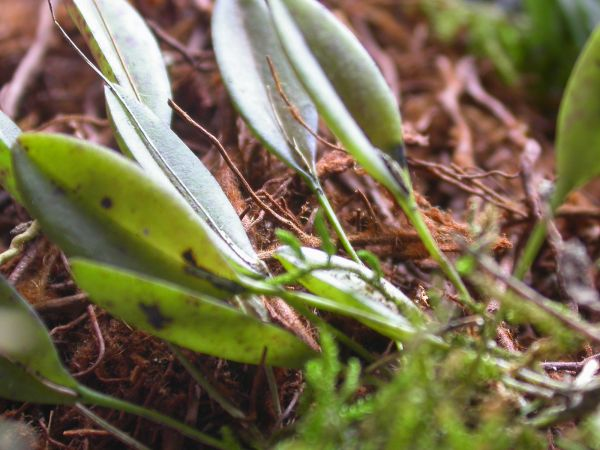
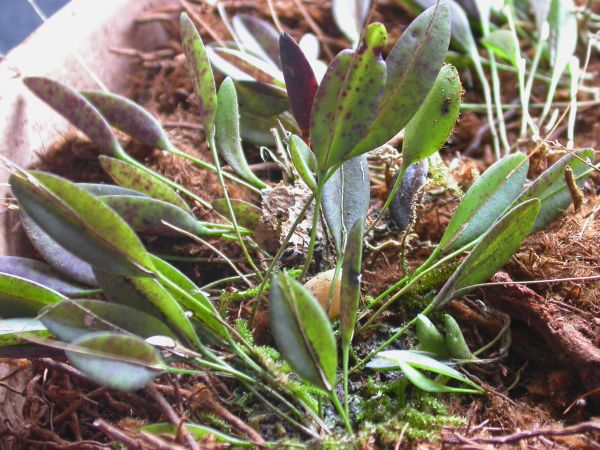
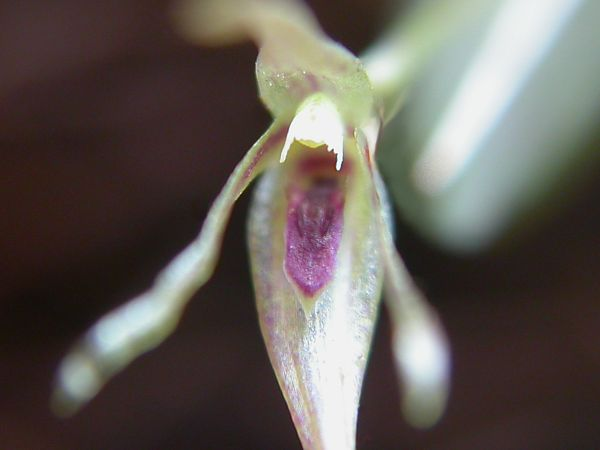